# 児童扶養手当法施行令事件
児童扶養手当法施行令事件（じどうふようてあてほうしこうれいじけん）は日本の最高裁判所の判例。「父親から認知されている非嫡出子（婚外子）」を児童扶養手当の支給対象外とする児童扶養手当法の規定を無効とする判断が下された。

## 概要

### 事件と下級審
母子家庭の児童の健全育成や生活の安定を目的とした児童扶養手当の支給が、児童扶養手当法の施行された1962年から始まった。対象を「法律婚の夫婦が離婚」「事実婚で離婚」「非婚で認知されていない」の3つに分類していたが、「非婚で認知されていない」として父親の認知があると支給を打ち切られた婚外子を養育する女性が訴訟を起こした。

#### 奈良地裁事案
1990年11月に男児を出産した未婚女性は1991年2月から月額約3万8000円の児童福祉手当を支給されていたが、1993年5月に父親が男児を認知したことで、同年10月に奈良県は児童福祉手当の打ち切りを通告。女性は訴訟を起こした。
1994年9月28日に奈良地裁は「支給打ち切りは合理的理由のない差別」として支給継続を認める原告勝訴の判決を言い渡した。
奈良県が控訴し、1995年11月21日に大阪高裁は「認知により支給を打ち切る規定に合理性がある」として一審判決を破棄して支給打ち切りは合法とする原告敗訴の判決を言い渡した。女性は上告した。

#### 広島地裁事案
1994年6月に女児を出産した未婚女性は月額約3万9000円の児童福祉手当を支給されていたが、1995年9月になって男性が女児を認知したことで、1995年12月に児童福祉手当を打ち切られた。
1999年3月31日に広島地裁は「総合的に判断すると、差別的取り扱いが不当とはいえない」として支給打ち切りは合法とする原告の請求を退ける原告敗訴の判決を言い渡した。
女性は控訴し、2000年11月16日に広島高裁は「認知されても、離婚した母親の子と比べ恵まれた環境になると想定できない。婚外子の差別は違憲で、児童扶養手当法施行令は法の委任の範囲を超える。」として支給継続を認めて一審判決を破棄する原告勝訴の判決を言い渡した。広島県は上告した。

### 最高裁
2002年1月31日に最高裁は「父親から認知された婚外子を支給対象から除外したのは、児童扶養手当法の趣旨に反し、無効とすべき」として手当打ち切りの根拠となった児童扶養手当法施行令の規定を違法と判断し、請求継続を求めた女性の訴えを認め、奈良県と広島県の敗訴が確定した。3対1の多数意見による判決であり、町田顕裁判官は「規定にも合理的な理由がある」との反対意見を述べた。

## その他
認知された婚外子が児童扶養手当の対象から除外されるという児童扶養手当法施行令の規定は1994年9月の奈良地裁の判決や児童福祉審議会での議論を受けて、奈良地裁事案の最高裁判決前及び広島地裁事案の広島地裁判決前の1998年8月に削除された。